# روبرت سميث (كرة سلة)
روبرت سميث (بالإنجليزية: Robert Smith)‏ مواليد 10 مارس 1955 في لوس أنجلوس، هو لاعب كرة سلة أمريكي سابق. بدأ مسيرته الاحترافية في سنة 1977. تم اختياره من قبل فريق دنفر ناغتس خلال الدرافت. يبلغ طوله 5 قدم 11 بوصة (1.8 م). اعتزل اللعب في 1992.

## المسيرة الاحترافية
لعب مع دنفر ناغتس من سنة 1977 إلى 1979، ثم لعب مع يوتا جاز في سنة 1979، ثم لعب مع بروكلين نتس في موسم 1979–1980، ثم لعب مع كليفلاند كافالييرز في سنة 1980، ثم لعب مع ميلووكي باكز في سنة 1982، ثم لعب مع لوس أنجلوس كليبرز في سنة 1982، ثم لعب مع سان أنطونيو سبرز في سنة 1983.

## روابط خارجية
- روبرت سميث على موقع إن بي أي (الإنجليزية)
- روبرت سميث على موقع سبورتس رفرنس (الإنجليزية)
- روبرت سميث على موقع كلية كرة السلة في سبورتس رفرنس.كوم (الإنجليزية)
- روبرت سميث على موقع ريلجم (الإنجليزية)
- روبرت سميث على موقع بروبوليرز (الإنجليزية)